# Glet
Gletul (în germană Glätte „netezime!, „lustru”) este un strat de tencuială vizibilă, fără nisip, cu grosime mică (1–5 mm), aplicat pe o tencuială de var, cu scopul de a obține o suprafață netedă, pe care se aplică o zugrăveală fină sau în ulei.
Se deosebesc gleturi de var, de ipsos și mixte.
Operația de executare a unui glet se numește gletuire.